# 바람

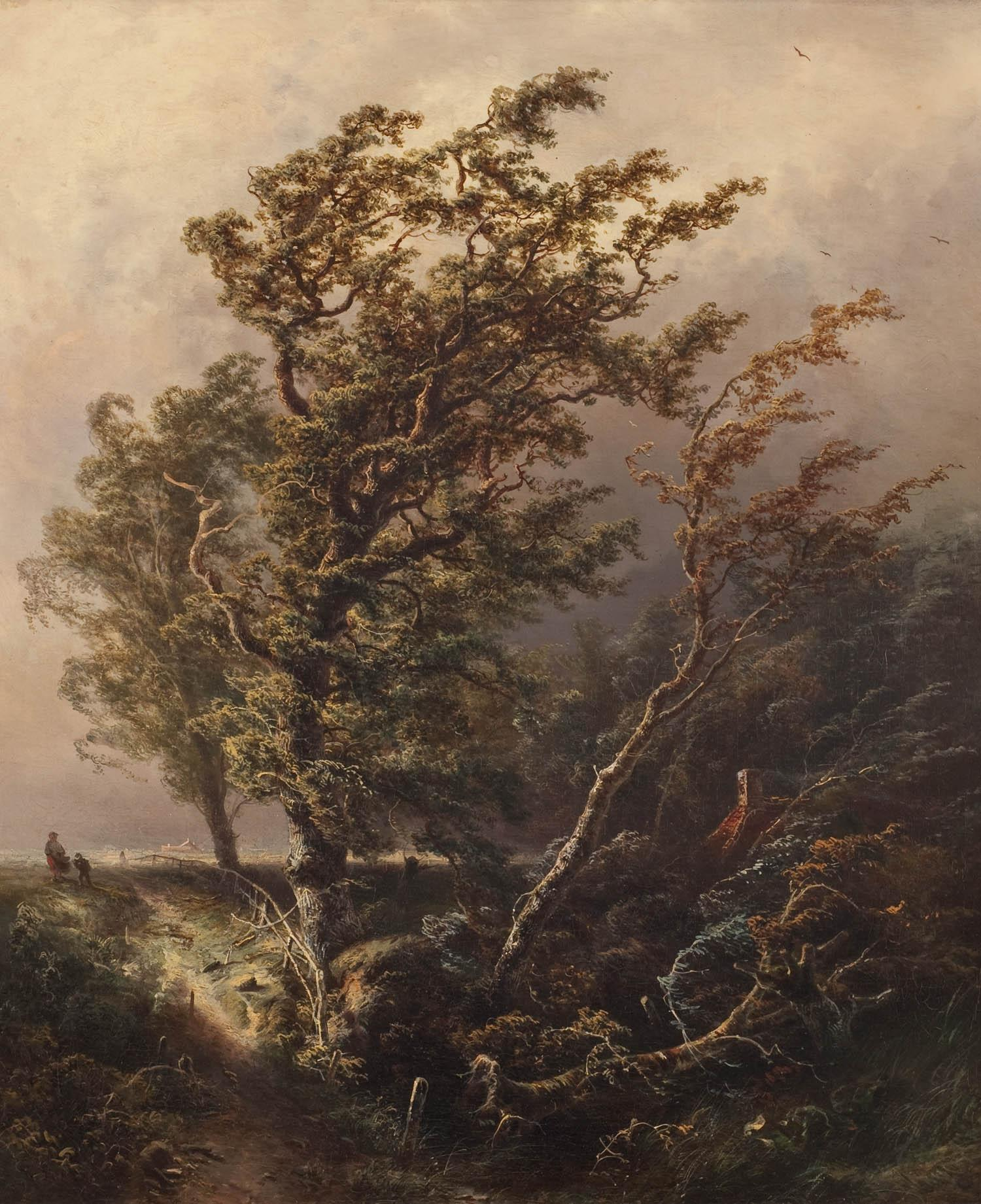

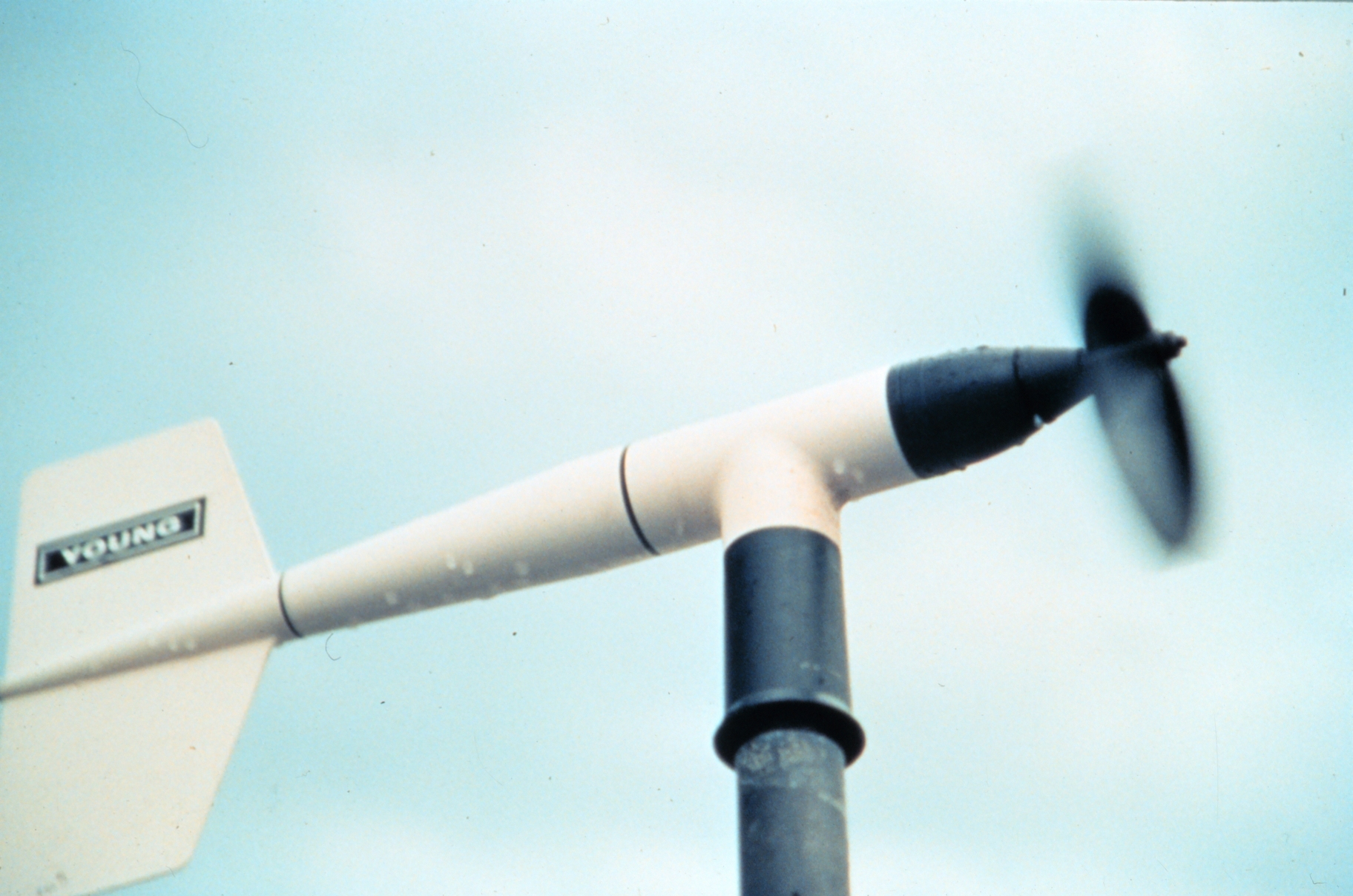
풍향과 풍속을 측정하는 풍속풍향계

바람은 공기의 흐름이다. 대기를 이루는 가스 물질의 흐름을 일컫는 말이다. 바람은 일반적으로 공간적 규모, 속도, 원인, 발생지역, 영향 등에 따라 분류한다.
대규모 바람(global winds)으로는 대기 순환류(atmospheric circulation cell)에 존재하는 바람이 있다. 또 제트기류(jet streams)라 불리는 상층대기의 빠른 집적된 공기의 흐름이 있다. 종관 규모(synoptic-scale winds)에서는 중위도 지역의 표층 공기 덩어리의 압력차에 의하여 발생하는 바람과 해륙풍과 같이 지형적 형태의 결과로 나타나는 바람이 있다. 중간규모(mesoscale winds)의 바람으로는 소나기 전선(gust front)와 같이 지역적으로 영향을 미치는 바람이 있다. 가장 작은 규모의 미소 바람(microscale winds)으로 10~100m 규모로 발생하여 예측할 수 없는 회오리바람이나 순간돌풍(microbursts)와 같은 바람이 있다.
바람을 구동시키거나 영향을 미치는 힘으로는 기압경도력(pressure gradient force), 전향력(Coriolis force), 부력(bouyancy force), 마찰력이 있다. 만일 두 공기 덩어리 사이의 압력의 차이가 존재하면 고기압 영역에서 저기압 영역으로 공기가 흐르게 된다. 행성은 회전함으로 적도에서 멀고, 지표면에서 충분히 높은 영역에서 흐르는 공기는 전향력의 영향을 우선적으로 받게 된다.
대규모의 지구 규모의 바람(large scale global winds)에는 적도 지역과 극지역의 차별 가열에 의한 힘과 행성의 자전에 의한 힘이 가장 큰 구동력(driving force)로 작용한다.
또한, 바람은 다양한 풍화 작용을 거쳐 지형을 만든다.

## 대기를 움직이는 힘

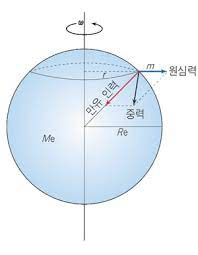
중력의 원리

### 중력
중력은 지구가 물체를 끌어당기는 힘이다. 중력은 만유인력과 원심력을 벡터로 합한 힘이다. 원심력은 만유인력에 비해 너무 작기 때문에 만유인력을 중력으로 대신 사용하기도 한다. 통상적으로 대기과학에서는 단위질량당 가해지는 힘의 크기를 계산한다.

### 기압경도력
만약 중력이 공기에 작용하는 유일한 힘이라면 모든 공기가 중력에 의해 지표면으로 집중되었을 것이다. 이런 일이 일어나지 않는 이유는 연직 방향의 기압경도력 때문이다.

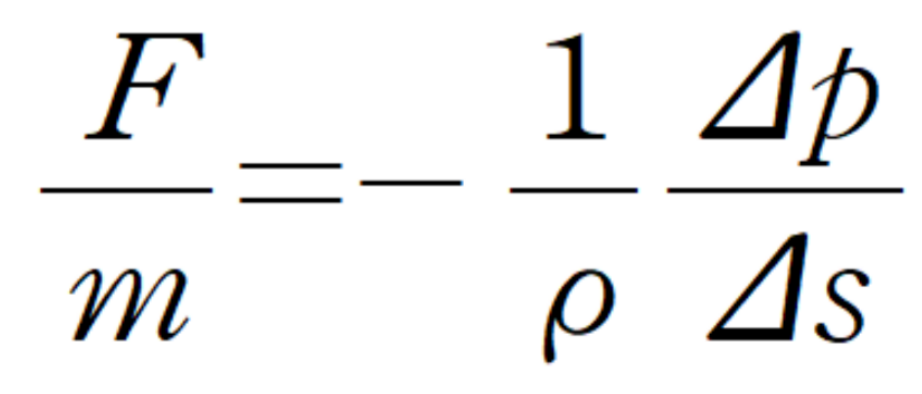
기압경도력 식

바람을 일으키는 원천은 기압의 차이이다. 거리에 대한 기압의 차이를 기압 경도라고 한다. 기압경도력은 기압이 높은 쪽에서 낮은 쪽을 향한다. 두 지점 사이의 거리, 압력의 차이로 바람의 세기가 결정된다. 수평방향의 기압경도가 연직방향의 기압경도보다 훨씬 작기 때문에 수평방향의 기압경도는 대개 무시한다. 만약 연직방향의 기압경도가 1km당 91hpa이라면 수평방향의 기압경도는 100km당 약 1hpa의 변화를 보인다.

### 전향력
전향력은 물체의 운동방향의 수직으로만 작용하기 때문에 속도에는 영향을 주지 않고 방향만 바꿔준다.

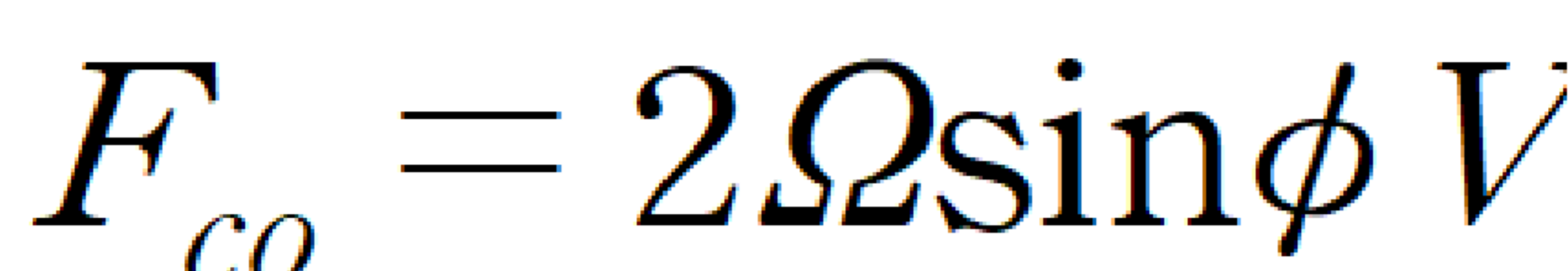
전향력 식

운동하는 모든 물체에 작용하며 북반구에서는 물체의 이동 방향의 오른쪽 직각 방향으로, 남반구에서는 왼쪽 직각 방향으로 작용한다. 적도에서는 전향력이 없고 운동하는 물체의 속력이 일정한 경우 위도에 비례하게 전향력이 증가하여 극에서 최대가 된다. 운동하는 물체의 속력에 비례하며 운동하는 물체의 운동방향만 바꾸고 속력은 변화시키지 못한다.

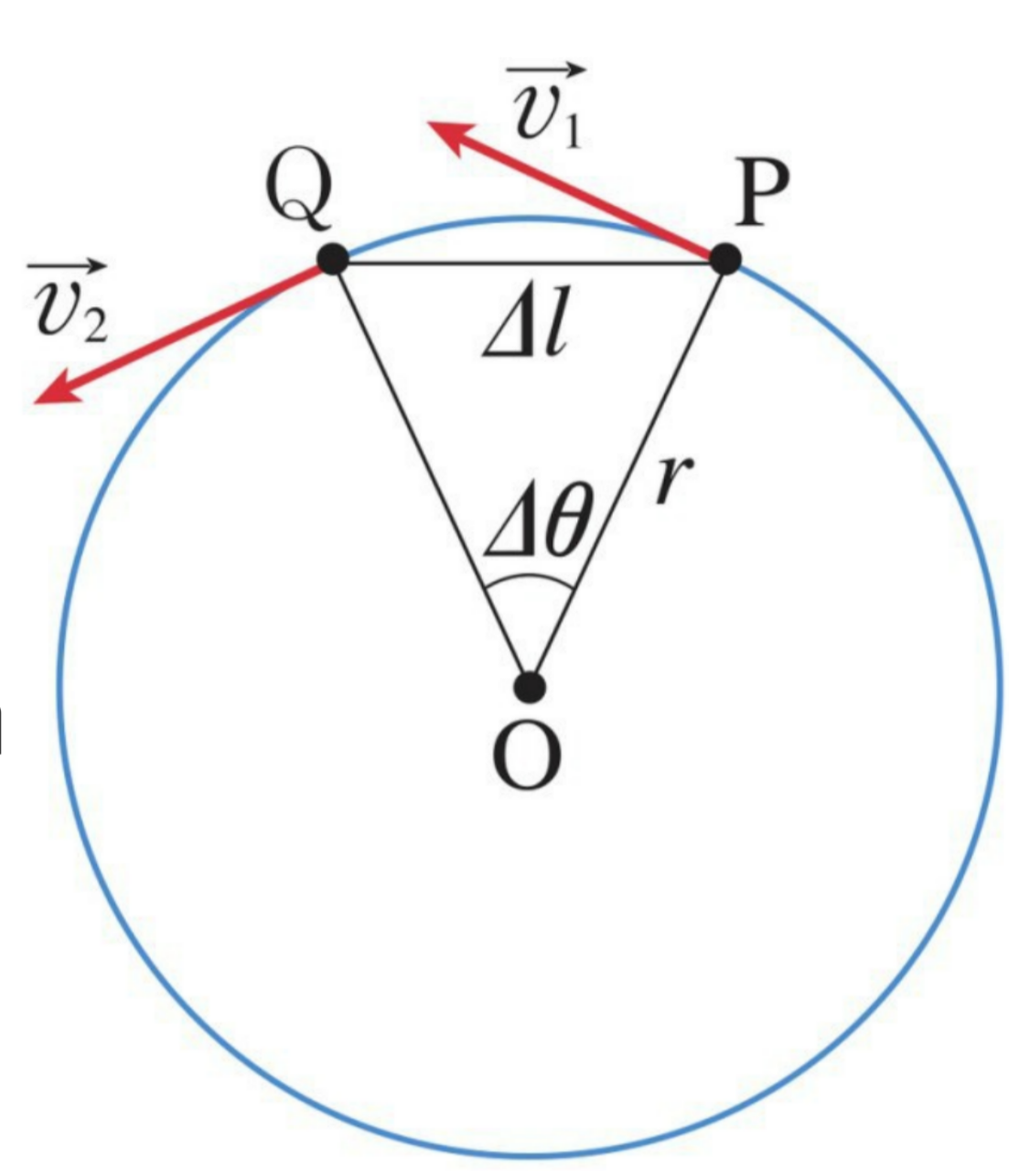
원심력

### 원심력

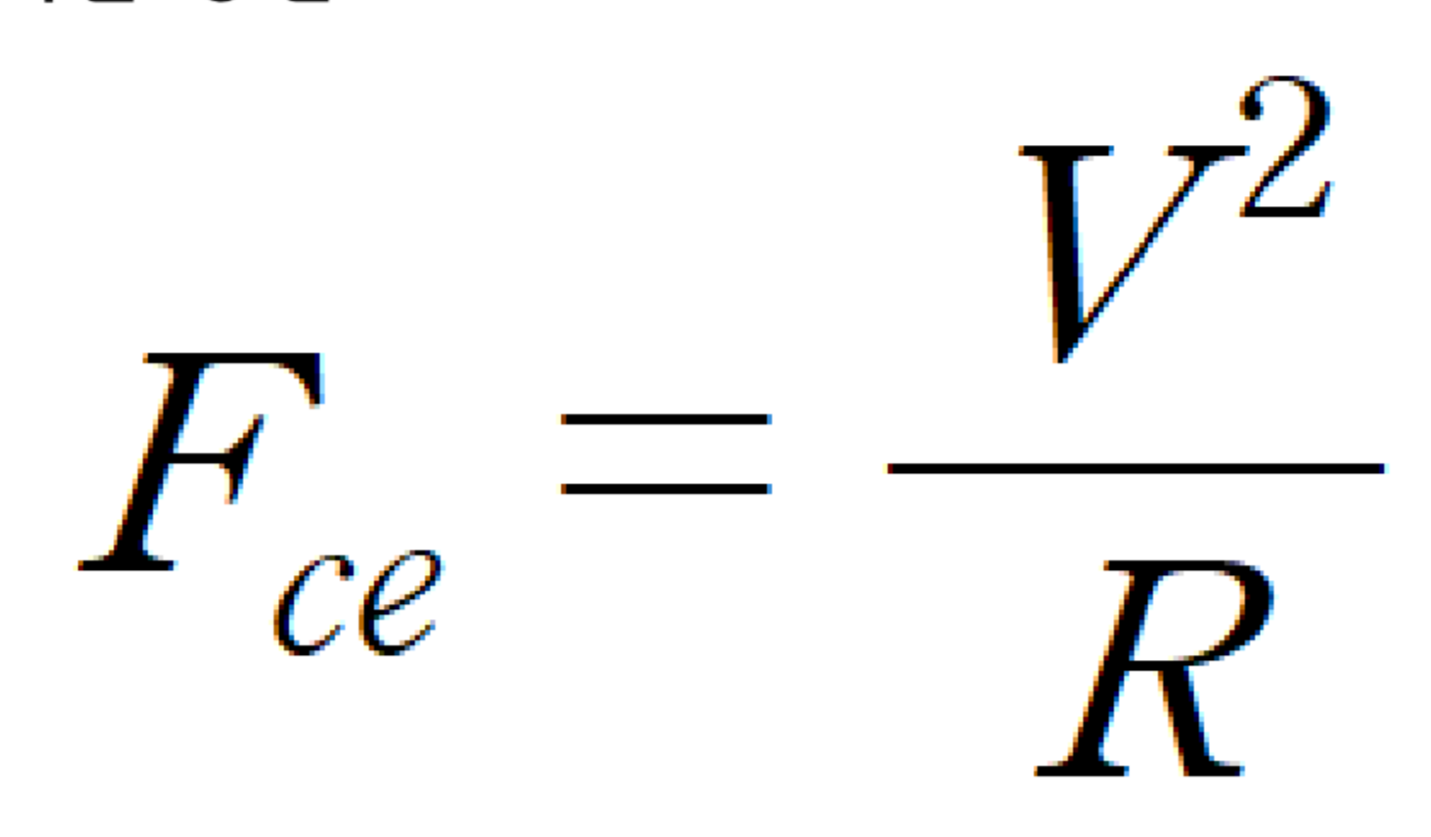
원심력 식

원심력은 물체가 곡선 운동을 할 때 물체의 속력이 변하지 않더라도 그 물체가 가속을 받게 되는 힘이다. 구심력의 관성력이 원심력이다. 구심력은 함상 곡선 운동의 중심을 향하므로 원심력은 그 반대 방향인 바깥쪽을 향한다.

### 마찰력
마찰력은 운동 상태를 방해하는 힘이다. 대기 운동에서 중요하게 취급하는 마찰력은 지표가 거칠기 때문에 생긴다. 육지에서는 산, 건물, 수목 등 복잡한 지형에서 생긴다. 바다에서는 파도에 의해 해면이 평형하지 않아 생긴다. 일반적으로 지면으로부터 약 1km 고도까지 마찰력이 작용한다. 이때 대기 경계층이란 마찰력이 작용하는 경계층이며, 자유대기는 마찰력이 작용하지 않는 대기를 말한다. 마찰력은 풍속에 비례한다.

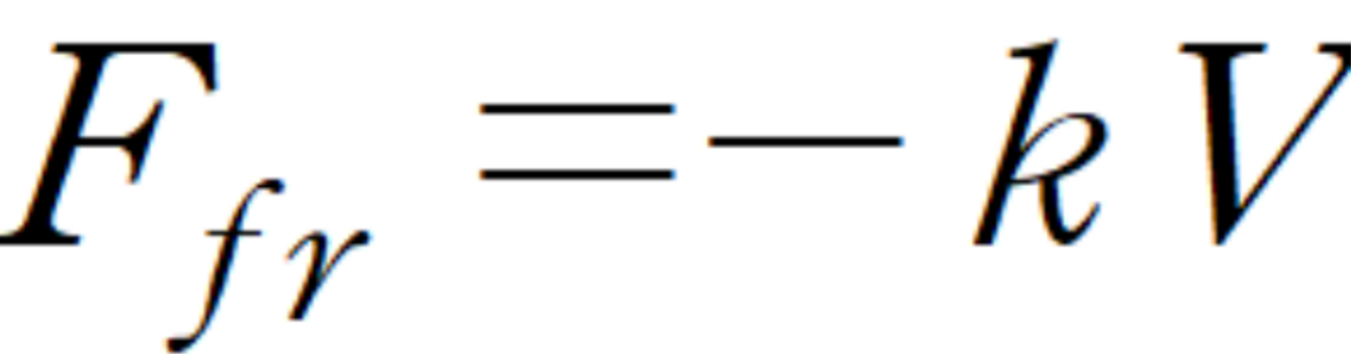
마찰력 식

참고로 잔잔한 해수면과 풀이 덮인 지표면은 약 10배정도 차이가 난다.

## 힘의 균형과 바람

### 정역학 평형

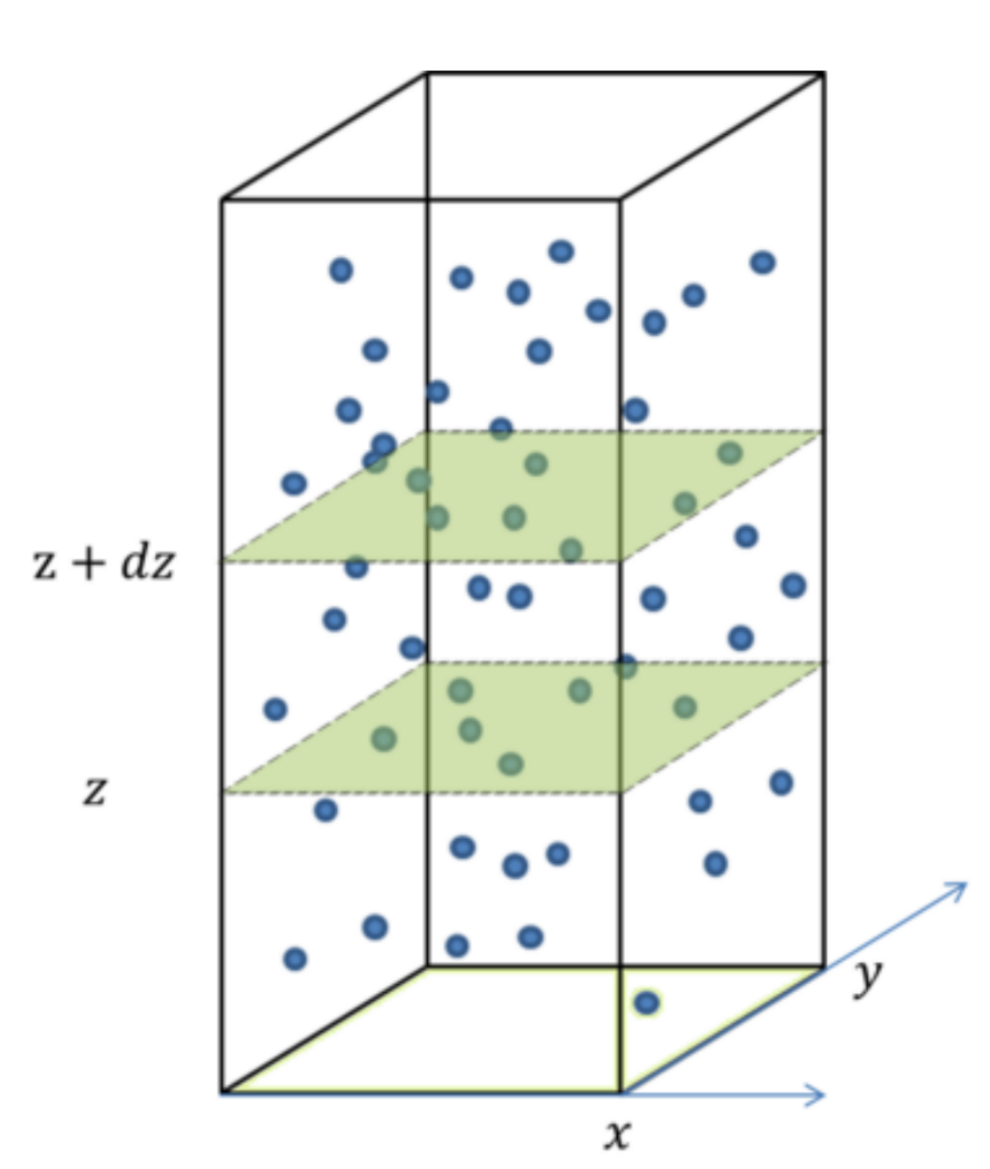
정역학 평형

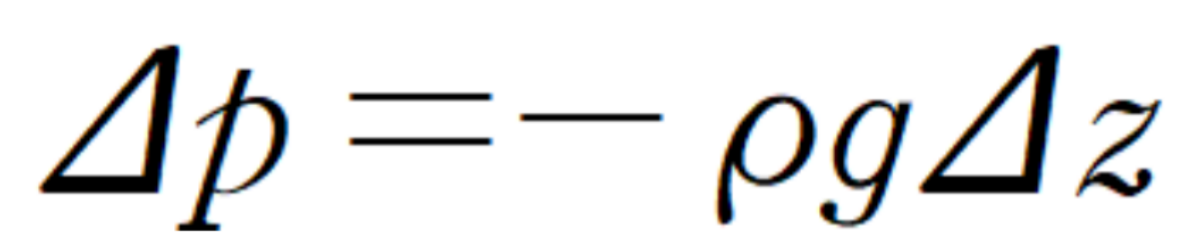
정역학 방정식

지면 근처에서 고도별 기압을 측정하면 10m 당 1hPa 감소한다. 이는 태풍 중심에서 나타나는 수평 기압경도보다 훨씬 더 큰 수치이다. 그러나 강한 기압경도에도 강한 바람은 관측되지 않는다. 평균적으로 1cm/s의 크기의 일정한 움직임이 관측된다. 강한 뇌우의 경우 수십cm/s에서 수m/s이다.

### 지균풍

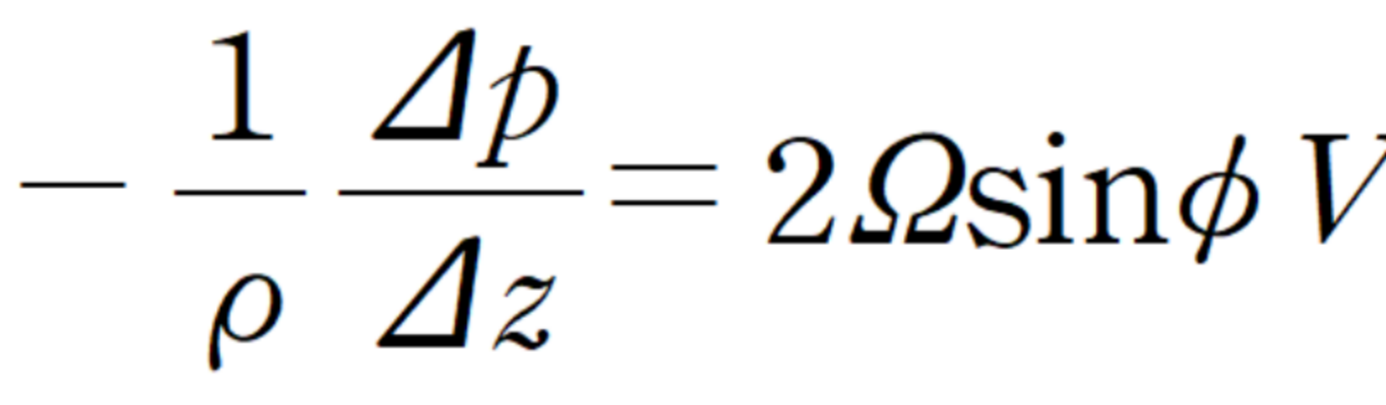
지균풍 식

직선 운동을 하는 바람이다. 기압경도력과 전향력의 평형으로 만들어지는 바람이다. 북반구에서 전향력은 공기동이의 운동방향의 오른쪽 직각으로 작용한다. 기압경도력만큼 공기덩이의 속도가 증가함에 따라 전향력도 같이 커지기 때문에 평형상태가 오게 된다. 지균풍 평형 때문에 북반구 기준 바람은 항상 저기압을 왼쪽에 놓고 불게 된다.(남반구 기준 반대.) 기압경도가 같을 때, 밀도가 작고(상층대기), 저위도로 갈수록 지균풍은 강해진다. 위도가 0인 지점에서는 지균풍이 있을 수 없다.

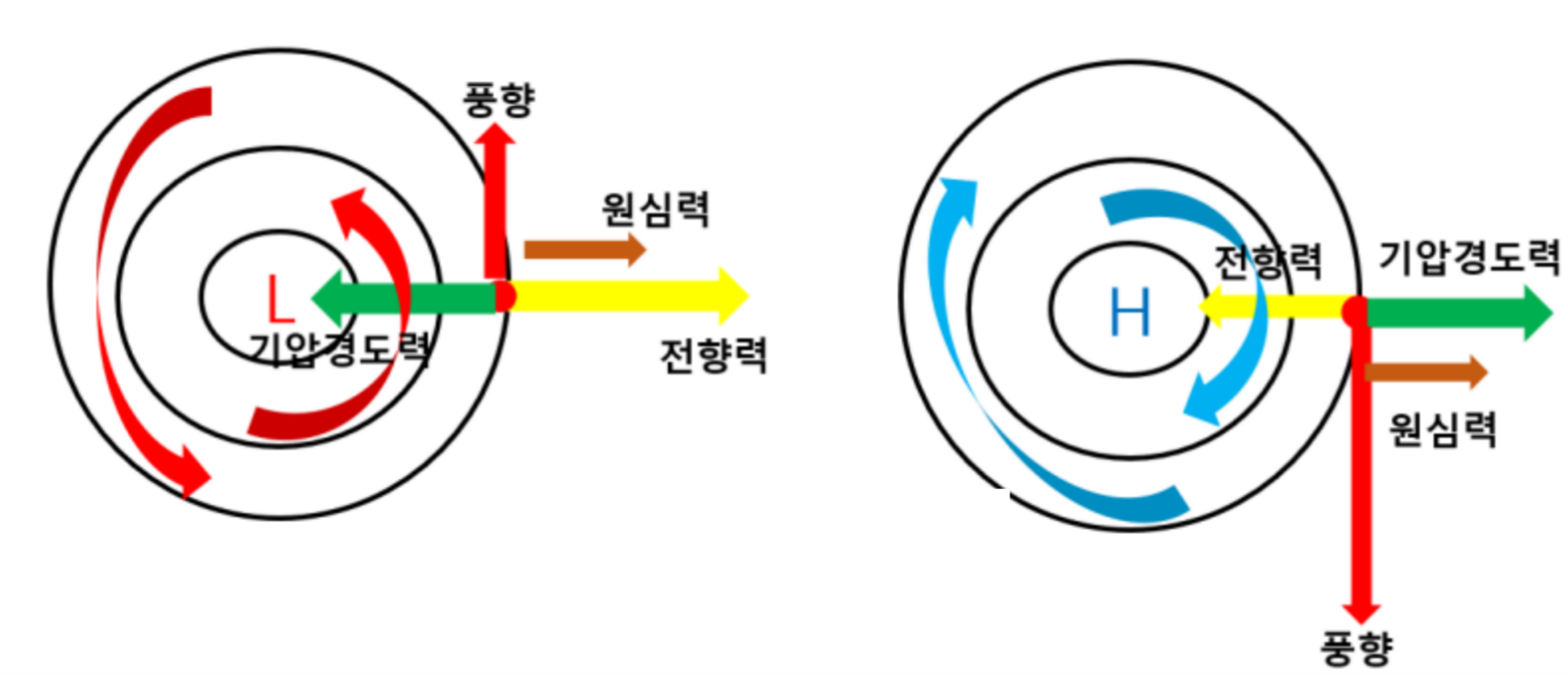
경도풍

### 경도풍
곡선 운동을 하는 바람이다. 일기도 상의 바람을 보면 대체적으로 곡선 경로를 따라 움직인다. 수평 기압경도력과 전향력, 그리고 원심력의 평형으로 만들어진다. 만일 고기압과 저기압에서 기압경도력이 같다면, 즉 등압선 간격이 서로 같다면 등압선이 직선일 경우의 지균풍 속도는 서로 같다. 그러나 등압선이 곡선일 때 부는 경도풍 속도는 고기압에서 더 강하다. 이는 실제 대기에서는 고기압보다는 저기압에서 바람이 더 강하게 부는데, 저기압 중심에서 등압선 간격이 더 좁기 때문이다.

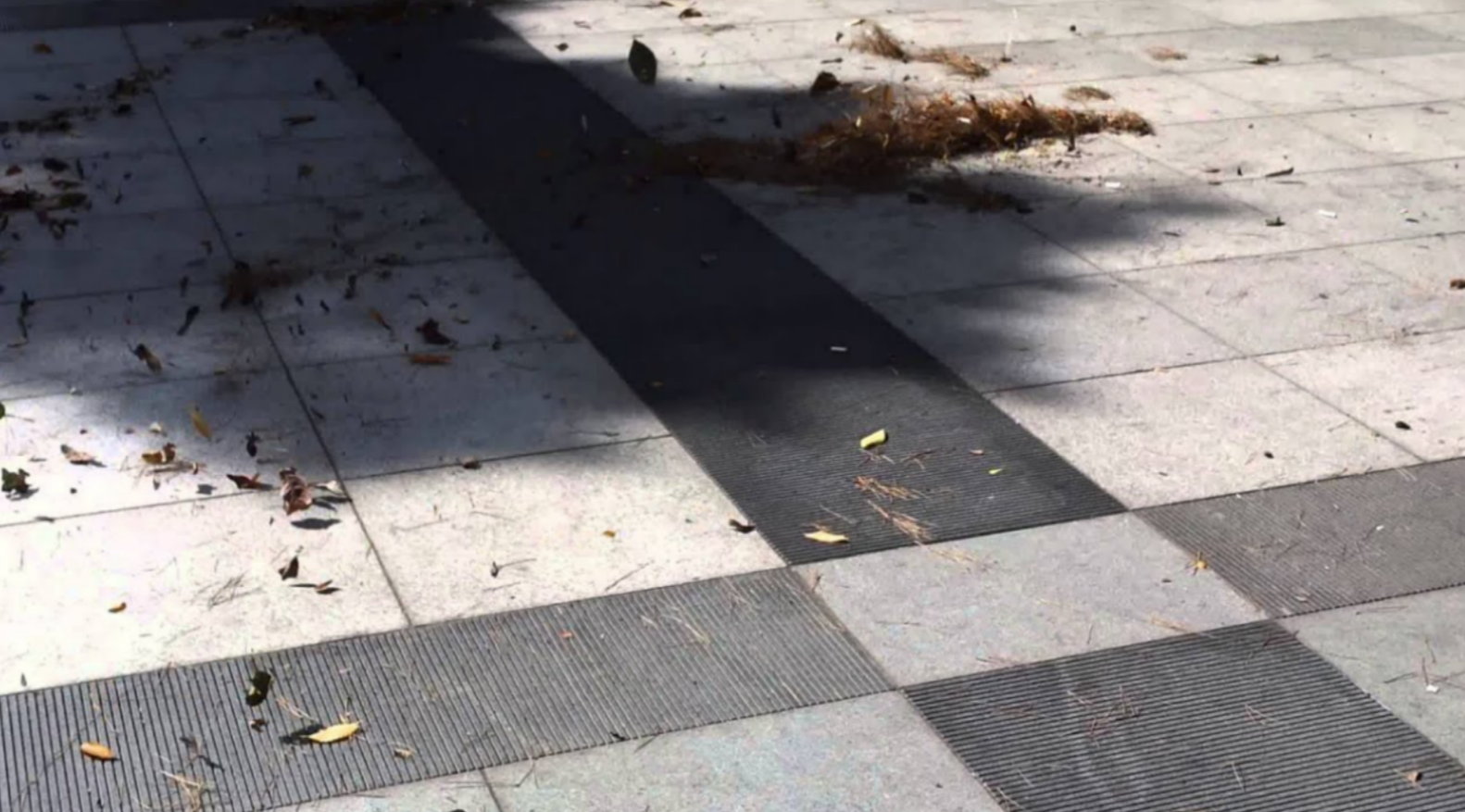
선형풍

### 선형풍

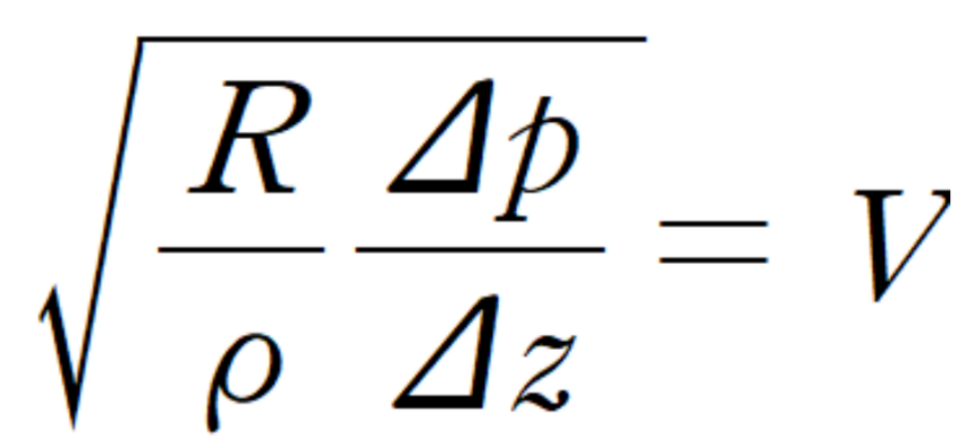
선형풍의 풍속

만일 수평 운동 규모가 충분히 작다면 전향력은 기압 경로력이나 원심력에 비하여 무시될 수 있다. 이 경우, 기압경도력과 원심력으로 균형을 이루며 바람이 불게 된다.

### 관성풍

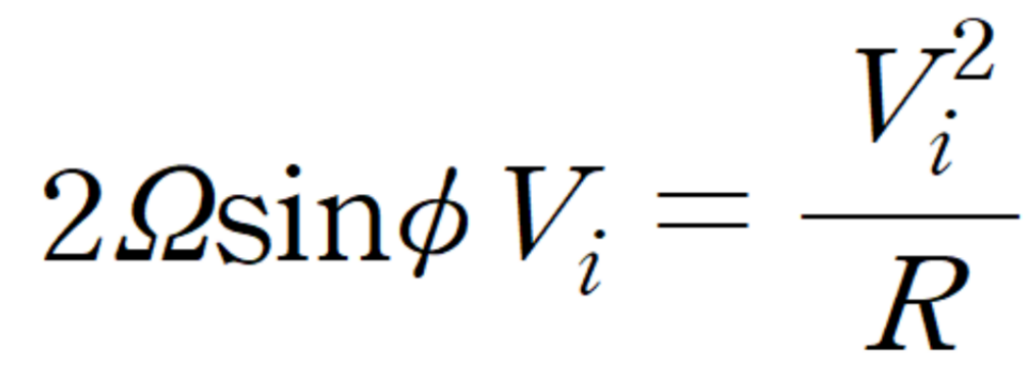
관성풍 식

거대한 고기압처럼 기압이 수평적으로 거의 균일하게 분포되어 있는 경우, 또는 바람에 의해 기압분포가 균일해졌음에도 관성에 의해 바람이 계속해서 불 경우 이 바람은 전향력과 원심력이 서로 균형을 이루어 바람이 불게 된다. 북반구에서는 시계방향으로, 남반구에서는 반시계방향으로 관성풍이 불게 된다.

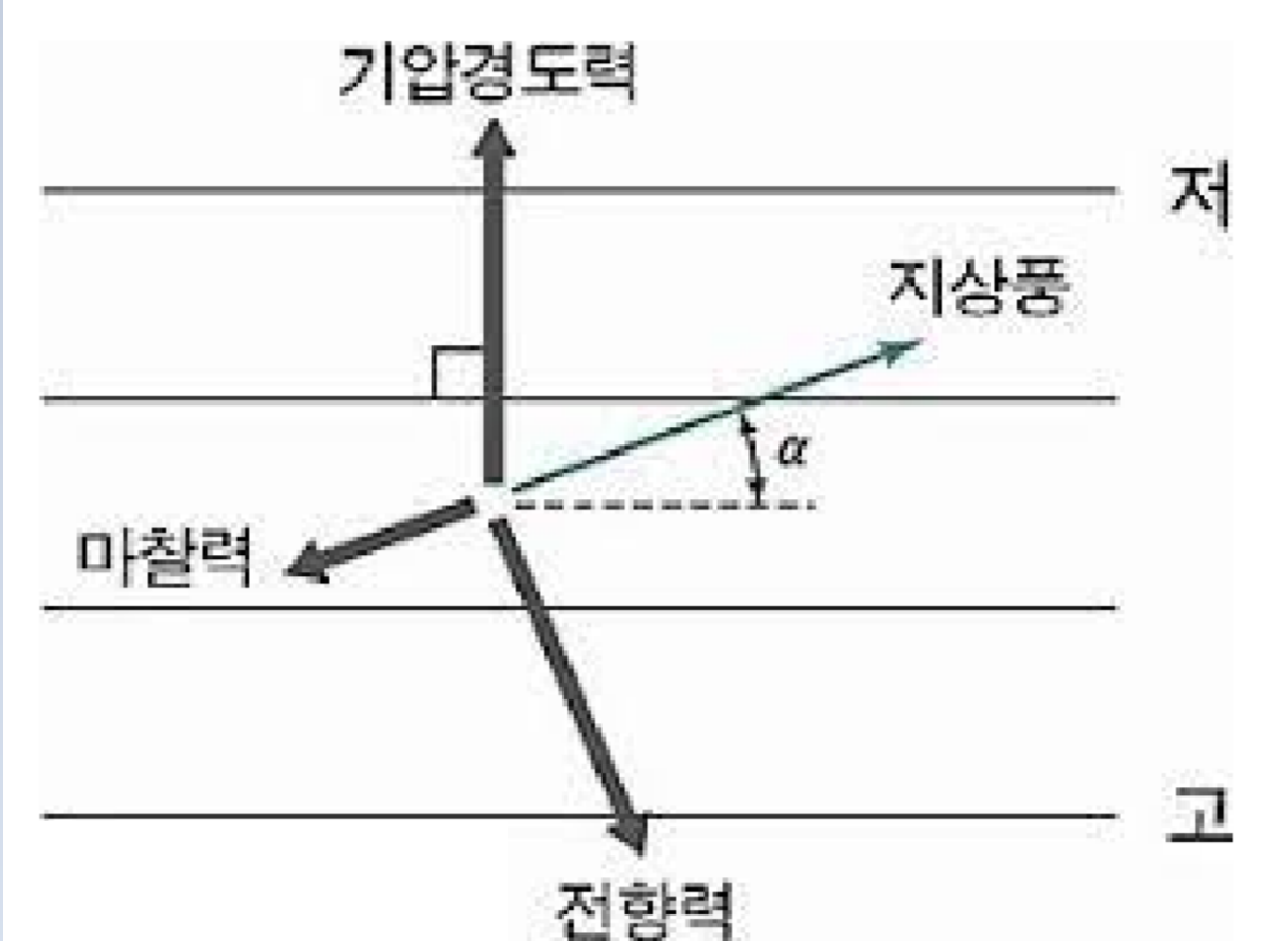
마찰풍

### 마찰풍
대기 경계층의 경우 마찰력이 작용한다. 기압경도력은 전향력과 마찰력의 벡터 합이므로 마찰력이 강할수록 풍속이 감소하게 풍향이 전환된다. 참고로 고기압에서는 공기가 빠져나가며, 저기압에서는 공기가 수렴한다.

### 연속 방정식
{\displaystyle {\partial u \over \partial x}+{\partial v \over \partial x}=-{\partial w \over \partial x}}
{\displaystyle {\partial u \over \partial x}+{\partial v \over \partial x}>0}이면 수평 발산하며, {\displaystyle {\partial u \over \partial x}+{\partial v \over \partial x}<0}이면 수평 수렴한다.

## 열적 순환과 바람

### 열순환
따뜻한 공기는 올라가고 찬 공기는 내려가며 일어나는 현상이다. 이에 곡풍과 산풍이 일어날 수 있다. 곡풍은 낮에 돌출된 산등성이가 골짜기보다 빨리 가열되어 상승 기류가 형성되고, 먼 자리를 메우기 위해 골짜기에서 산등성이로 바람이 불게된다. 산풍은 밤에 산등성이가 빠르게 냉각되며 차가워진 공기가 산 사면을 타고 골짜기 쪽으로 이동하며 바람이 불게 된다.

### 대기 대순환
자세한 내용은 대기 대순환 문서를 참조하시오.

## 규모에 따른 분류

### 대규모 바람-대기 대순환
대규모 바람(precailing winds)은 지구 규모의 대순환에 의하여 발생하며, 무역풍(trade winds)과 편서풍(westerlies), 극동풍(polar easterlies), 제트류(jet streams)와 같은 수평적 바람과, 각 수평적 바람의 수직 바람인 저위도 환류(hadley circulation cell), 중위도 환류(ferrel circulation cell), 고위도 환류(polar circulation cell)가 있다.
저속 회전하는 지구에 대해서 적도 지역과 극지역의 부등 가열에 의하여 적도 지역에서 가열된 공기가 상승하여 대기의 상층에서 극지역으로 이동하며, 극지역에서 침강하여 다시 지표 근처의 대기 하층으로 이동하여 적도지역까지 이동하는 큰 환류가 만들어질 것이다. 그러나 실제 지구에서는 지구 자전의 효과와 상층 대기의 냉각 효과로 인하여 좀 더 복잡한 형태를 보이며 그 형태는 그림(1)과 같다.
대항해 시대에 유럽과 신대륙을 잇는 항로의 배들이 이용했던 바람이라는 의미에서 이름 붙여진 무역풍은 저위도 환류의 지표 성분이다. 저위도 환류는 적도 지역에서 가열되어 상승한 공기 덩어리가 대기의 상층에서 각각 남, 북으로 이동하다 대략 남,북위 30°의 중위도에서 냉각되어 침강되어 다시 적도 지역으로 돌아감으로서 완성된다. 이 과정에서 코리올리의 힘이 작용함으로써 서편향되어 지표에서는 무역풍으로 작용하는 것이다. 편서풍은 중위도 환류의 지표 성분으로 중위도에서 하강하는 저위도 환류의 순환의 영향을 받아 지표에서 북쪽으로 부는 바람이다. 북쪽으로 불어가는 과정에서 코리올리의 힘을 받아 동편향 되어 서풍이 되지만, 저위도 환류나 고위도 환류와 달리 열로 직접 구동되는 것이 아니므로 상대적으로 뚜렷하지 않다.
극동풍은 극 지역에서 침강하여 적도지역으로 이동하는 공기 덩어리에 의하여 나타나며 고위도 환류의 지표 성분이다. 저위도 환류와 같이 열의 직접적인 출입에 의하여 구동되는 고위도 환류에 의하여 나타나므로 매우 뚜렷하게 나타나며 남쪽에서 올라오는 편서풍과 결합하여 북위 60°지역에서는 폭우와 토네이도를 동반하는 극전선을 형성한다.
제트류는 대기의 상층에서 빠르게 동쪽으로 움직이는 공기의 흐름으로 수직 환류 사이의 열 교환 과정에서 나타나는 것으로 생각되고 있다. 중위도 환류와 고위도 환류 사이의 극전선 상층에는 상시적으로 관찰되나 저위도 환류와 중위도 환류 사이에서는 겨울에 주로 나타난다. 기류 흐름의 방향은 대체적으로 동쪽을 나타내지만 극파동(Rossby waves)의 영향으로 남풍, 혹은 북풍이 되기도 한다.

### 종관규모 바람
종관규모 바람(synoptic winds)은 온난전선이나 한랭전선과 같은 규모의 기상현상과 동반하는 바람을 말하며 매일 매일의 날씨를 결정하는 데 중요한 역할을 한다. 지균풍(geostrophic wind)이나 경도풍(gradient wind), 선형풍(cyclostrophic wind)을 포함한다.
전향력의 영향으로 북반구에서는 진행방향의 오른쪽으로 휘어지게 되므로 고기압에서는 위에서 봤을 때 중앙에서 바깥 방향으로 시계방향으로 불어 나가게되며, 저기압에서는 중앙으로 반시계 방향으로 돌아 들어오게 된다. 이러한 바람은 늘 고기압 영역에서 저기압 영역으로 흐르게 되며 이 과정에서 코리올리 힘에도 영향을 받아서 등압선(isobars)에 평행하게 된다. 이러한 경로로 부는 바람을 지균풍이라고 한다. 다만 마찰의 영향을 받지 않는 이상적인 경우에만 나타나며, 코리올리 힘의 영향을 받아야 함으로 적도지역에서 멀리 떨어진 큰 규모의 흐름에서만 관찰된다.
특이한 경우에 움직이는 공기에 미치는 원심력이 코리올리 힘에 비하여 압도적으로 나타나는 경우가 있으며 이러한 경우를 선형풍이라고 한다. 좁은 지역에서 급격한 공기의 회전으로 나타나는 선형풍에는 허리케인(hurricanes), 토네이도(tornadoes)이나 태풍(typhoons)이 있다.

### 중간규모 바람
종관규모 바람(mesoscale winds)은 예측 가능한 바람의 영역이다. 그보다 규모가 작은 바람의 경우에는 지리적으로 매우 좁은 영역에서 발생하거나 짧은 시간에만 존재 하므로 의미있는 예측이 쉽지 않다. 중간규모 바람에는 지역적으로 특이한 바람들이 대부분 포함되며 후반부에 따로 장을 나누어 설명한다.

### 미소규모 바람
미소규모 바람(microscale winds)은 분에서 초단위로만 존재하는 바람으로서 수백에서 수천미처 정도의 규모에 그친다. 기상 전선의 선단에 나타나는 난기류는 미소규모 바람으로 이루어져 있다. 또한 돌개 바람(dust devils)으로 불리는 회오리바람도 이 규모의 바람이다. 비록 그 규모가 작지만 미소규모 바람은 일상사에 많은 영향을 미친다. 예를 들어 133명의 희생자를 야기한 1985년 달라스-포드 워스 국제공항의 록히드 L-1011기의 추락 사고는 "micro burst" 때문에 발생하였으며, 이 사고의 영향으로 전 세계의 공항과 기상관측소에 도플러 레이다(doppler rader)가 설치된다.

## 바람의 영향-풍화작용
전통적으로 사용하는 용어인 풍화작용은 지질학적 침식 작용을 하는 바람을 의미한다. 토네이도나 허리케인과 같은 바람도 그와 같은 작용을 한다. 큰 규모의 침식이나 사구의 형성과 같이 바람에 의한 작용을 의미한다.

## 지형 특징과 위치에 따른 분류

### 국지풍
지형적 특이성에 의한 부등가열로 인해 발생하는 국지풍으로는 해륙풍(land breezes, sea breezes)과 산들 바람(산곡풍,mountain breezes, valley breezes)이 있다. 육지는 바다에 비하여 열의 흡수나 방출이 빠르므로 육지와 바다가 접해 있는 곳에는 두 지역의 온도에 차이가 나타나게 된다. 예를 들어 낮에 가열된 육지는 밤이 되면 바다에 비하여 빨리 냉각된다. 이때 바다는 천천히 냉각되므로 위에 있는 공기는 상대적으로 따뜻한 바다의 영향으로 가열되어 상승하게 된다. 이때 육지 위의 공기는 상대적으로 차가운 육지의 영향으로 냉각되어 지표 근처에 머물며 결과적으로 상승하는 공기의 빈 자리를 매꾸기 위하여 바다 방향으로 이동하게 된다. 낮 동안에는 이와 반대로 먼저 가열된 육지에서 상승 기류가 발생하므로 바다에서 육지로 바람이 불게 된다.

### 산곡풍
산곡풍은 지형적 영향과 부등 가열의 영향을 동시에 받는다. 낮에 해가 뜨면 먼저 산의 정상부분과 능선 부분이 계곡에 비하여 먼저 가열된다. 따라서 먼저 가열되어 상승하는 정상과 능선부분의 공기를 채워주기 위하여 계곡의 공기가 산의 정상과 능선 부분으로 이동하게 되어 계곡풍이 불게 된다. 오후에는 반대로 산의 정상부가 먼저 냉각되므로 정상부에서 계곡 방향으로 산풍이 불게 된다.
산풍은 하강류(katabatic wind)의 한 예이며 냉각에 의하여 지형을 타고 흘러 내리는 이러한 바람은 그린란드와 남극지역에서 큰 규모로 발생한다. 높고 온도가 낮은 고원 지역에서 냉각된 공기가 중력의 영향으로 지형을 타고 흘러내리는 것을 말한다. 몽고 고원이나 만년설 빙하지역에서 나타난다.
하강류는 수직적 바람의 분류이므로 산을 넘어가는 바람의 풍하측에 위치하는 바람도 포함한다. 세계적으로 이름이 붙은 많은 바람들은 이렇게 산을 넘어가며 풍하측에 발생하는 구름으로서 산을 넘는 과정에서 단열 압축에 의하여 온도가 상승하게 된다. 잘 알려진 바람으로는 아메리카 대륙의 서부에 위치하는 치누크(chinook)나 스위스의 푄(föhn), 프랑스의 미스트랄(mistral)이 있다. 상승류의 반대 바람으로서 하강류가 있으며 곡풍이 좋은 예이다. 기상학자에 의하여 공식적으로 인정받지는 못하지만 널리 쓰이는 용어로 오로그래피 바람(orographi wind)이 있다. 이것은 산을 오르는 바람을 의미하며 치누크나 푄과 대응하는 개념이다.

### 지상풍
지상풍(地上風)은 고도 1km 이하에서 등압선에 비스듬히 부는 바람으로 등압선과 이루는 각은 마찰력이 작은 바다 위에서는 10-20°이고, 마찰력이 큰 산악지방에서는 20-45°이다. 등압선이 원형일 때 지상풍의 방향은, 북반구에서 고기압일 때에는 시계 방향으로 등압선에 비스듬히 불어나오고, 저기압일 때에는 반시계 방향으로 등압선에 비스듬히 불어들어간다. 풍속은 비교적 약하다.

## 특정 지역에 부는 바람
고대 그리스 신화에서는 방위에 따른 네 바람이 anemoi라 불리는 신으로 의인화되었다. 각 방향에 따라 Boreas, Notos, Eurus, Zephyros로 불리었다. 고대 그리스에서는 바람의 계절에 따른 변화를 관측하였으며, 아테네에는 바람의 타워(tower of the winds)가 남아있다. 각 지역에는 각 지역의 특징적인 바람에 이름이 붙어 있다.
- 높새바람 : 한국의 영동 지방에서 태백산맥을 넘어 영서 지방으로 부는 북동 계열의 바람
- Bayamo : 쿠바의 남부해안에서 부는 격렬한 바람
- 푄(Föhn) : 북부 이탈리아 지역과 알프스의 북사면에 부는 온난건조한 남풍
- Santa Ana wind : 남부 캘리포니아에서 부는 바람
- Zonda wind : 아르헨티나 안데스산맥의 동사면에 부는 바람
- 치누크(Chinook) : 로키산맥 동사면에 부는 온난 건조한 바람
- Sirocco : 사하라 사막에서 지중해로 부는 열사풍
- Harmattan : 사하라 사막에서 기니만 연안으로 부는 열사풍.
- Brickfielder : 오스트레일리아중앙 건조 지역에서 남부 해안으로 부는 건조풍
- Sukhovei : 중앙 아시아 사막에서 우크라이나로 부는 바람
- Bora : 디나르 알프스 산지에서 아드리아해로 부는 한랭풍
- 미스트랄(Mistral) : 프랑스 오베르뉴 고원에서 지중해로 부는 한랭풍
- 팜페로(Pampere) : 파타고니아 대지에서 팜파스 저지로 부는 한랭풍
- 블리자드(Blizzard) : 북아메리카에서 미 중앙 대 평원으로 부는 한랭풍
- 부란(Buran) : 북극해 연안에서 시베리아 중앙 대평원으로 부는 한랭풍

## 바람을 측정하기 위한 기상학 장비
바람의 방향은 불어 오는 방향을 나타낸다. 예를 들어 '동풍'이란 관측자의 동쪽에서 시작하여 서쪽으로 진행하는 바람이다. 바람을 측정하기 위한 장비들에는 다음과 같은 것들이 있다.
- 풍속풍향계(anemometer) : 바람의 속도와 방향을 재는 기구이다. 예전에는 기계적으로 바람개비와 같이 돌아가는 컵이나 날개를 이용하였으나 근래에 들어서는 초음파 측정기를 사용한다.
- 자동기상관측장비(Automatic Weather watching System) : 기상학 분야에서 바람, 강수, 온도 등을 재는 기구이다. 바람의 측정은 초음파 측정기를 이용한다.
- SODAR
- Doppler LIDARs : 도플러 효과를 이용하여 대기중에 포함된 에어로졸이나 작은 입자의 움직임을 측정하여 바람의 움직임으로 환산한다.
- Radiomete Radar : 해수의 거칠기를 우주나 공중으로부터 측정하여 바람의 강도로 환산한다.

## 바람의 이용
기상요소 중에서 예부터 많이 이용되고 있는 것은 바람과 비이다. 인간이 항해를 할 때 돛대를 이용한 기록은 기원전 5,000∼4,000년으로 소급되어 이집트 시대부터인 것으로 보인다. 그 후 범선이 점차 발달하여 19세기 말에는 돛대 40개를 가진 4,000t급의 선박을 제조하였다. 현재 범선은 요트로서 유람용으로 사용하는 경우가 많아졌는데, 배와 같이 바람을 이용한 것은 글라이더가 있다. 사실 엔진을 단 항공기에서도 경제적 비행을 하기 위하여 상승기류를 이용하고 있는 실정이다. 풍차는 처음에는 장난감으로 만들어진 경우가 많았고, 풍차가 탈곡·양수용으로 사용된 역사도 옛부터 전해지고 있다. 남서아시아에서 기원된 풍차가 유럽 지방으로 전파된 것은 십자군의 원정 때였으며 유럽에서는 제분업에 사용되었다. 바람은 물에 비해서 밀도가 적어 운동에너지도 적다. 그리고 흐르는 방향이 변화하기 때문에 이의 유용성은 수차(水車)보다 못하지만, 낙도(落島) 지방이나 고원지대에서는 전원(電源)을 충분히 확보하지 못하기 때문에 이런 곳에는 발전용으로 현재 많이 이용되고 있다.

## 같이 보기
- 태양풍
- 풍차
- 풍력발전
- 대기대순환
- 풍화
- 기압
- 기류